# 1260-ті до н. е.

## Події
- Мирний договір між хеттами та Єгиптом;
- Ассирія завойовала державу Міттані та встановила своє панування у всій верхній Месопотамії.

## Правителі
- фараон Єгипту Рамсес II;
- цар Ассирії Шульману-ашаред I;
- царі Вавилонії Кадашман-Елліль II та Кудур-Елліль;
- цар Еламу Унташ-Напіріша;
- царі Хатті Мурсілі III та Хаттусілі III;
- цар Міттані Шаттуара II.